# John Stevens (auteur)
Pour les articles homonymes, voir Stevens et John Stevens.
John Stevens, né en 1947 à Chicago (États-Unis) et mort le 21 juillet 2025, est un prêtre bouddhiste, professeur d'études bouddhistes et professeur d'aïkido américain.
John Stevens enseignait autrefois la philosophie orientale à l'Université Tōhoku Fukushi au Japon. Son rang en aïkido est le 7e dan d'Aikikai. Il a vécu à Sendai de 1973 à 2013. Il réside à Honolulu, Hawaï, où il enseigne au dojo d'Aïkido-Ohana.

## Biographie
John Stevens est né à Chicago mais a grandi à Evanston, dans l'Illinois. Il s'installe à Sendai, au Japon, en 1973 pour étudier le bouddhisme et commence à pratiquer l'aïkido peu après. Il a pratiqué sous Hanzawa Yoshimi Sensei puis sous Shirata Rinjiro Sensei (白田林二郎).
Il a créé son propre système d'Aïkido, qu'il appelle Aïkido classique, qui est un système complet mettant l'accent sur le misogi, le kotodama et l'unité de l'aiki-ken, de l'aiki-jo et du taijutsu (arts corporels). Il l'a enseigné partout dans le monde.

### Traductions et recueils
- The Art of Peace  (ISBN 1-59030-144-7) (2011 Edition)
- Best Aikido: The Fundamentals (Illustrated Japanese Classics)  (ISBN 4-7700-2762-1)
- The Aikido Master Course: Best Aikido 2  (ISBN 4-7700-2763-X)
- Budo Secrets  (ISBN 1-57062-915-3)
- Dewdrops on a Lotus Leaf: Zen Poems of Ryokan
- One Robe, One Bowl: The Zen Poetry of Ryokan
- Wild Ways: Zen Poems of Ikkyu (Companions for the Journey)
- Lotus Moon: The Poetry of Rengetsu (Companions for the Journey)  (ISBN 1-893996-36-0)
- Rengetsu: Life and Poetry of Lotus Moon  (ISBN 1-6265-4931-1)
- Mountain Tasting: Zen Haiku by Santoka Taneda  (ISBN 0-8348-0151-5)
- The Heart of Aikido: The Philosophy of Takemusu Aiki by Morihei Ueshiba  (ISBN 4770031149)
- The Essence of Aikido: The Teachings of Morihei Ueshiba (1993)  (ISBN 4-770017-27-8)